# Vlastimil Šik
Vlastimil Šik (1. dubna 1954 Brno – 2. července 2009) byl český malíř a výtvarný pedagog.

## Život
V letech 1969–1973 studoval na střední uměleckoprůmyslové škole v Uherském Hradišti u profesora J. Blažka a J. Gajdoše. V letech 1973–1975 na Filosofické fakultě Univerzity Palackého v Olomouci, obor český jazyk a výtvarná výchova, mj. u prof. Františka Dvořáka, 1975–1980 na Akademii výtvarných umění v Praze u profesora Fr. Jiroudka.
Zpočátku své tvorby se věnoval zejména portrétní malbě, která vycházela z expresivních tradic. Později vytvářel silně stylizované krajiny a v závěru svého života se věnoval absktraktní malbě.
Kromě své umělecké práce byl velmi činný jako výtvarný pedagog. Jeho školou prošlo mnoho známých výtvarníků a kunsthistoriků (např. Ondřej Maleček, Jaroslav Valečka, Petr Vaňous, Šimon Koudela, Julia Hansen-Loeve, Aleš Růžička, Rudolf Merkner a mnozí další).

## Výstavy
- 1984 Přehlídka současné portrétní tvorby z tvůrčích pobytů mladých českých výtvarných umělců, Galerie Václava Špály, Praha
- 1985 Mladí malíři ČSR, Severočeská galerie výtvarného umění v Litoměřicích
- 1986 Praha – galerie Atrium (s J. Vinklářem)
- 1987 České umění 20. století, Alšova jihočeská galerie, Hluboká nad Vltavou
- 1988 Obrazy a sochy. Výstava pražských členů Svazu českých výtvarných umělců, Mánes, Praha Galerie Vincence Kramáře
- 1988 Praha – galerie U Řečických (s M. Hilským a J. Vinklářem)
- 1988 Salón pražských výtvarných umělců '88, Praha
- 1989 Výstava výsledků stipendií za rok 1989 – malíři, sochaři, grafici, Lidový dům, Praha
- 1991 Staré Hrady a Libáně, Praha – galerie R (s M. Hilským)
- 1995 Praha – Galerie Fronta (spolu s J. Vinklářem), Vysoké nad Jizerou
- 1998 Praha – galerie Paseka
- 2000 Litomyšl – Dům U Rytířů (spolu s H. Horálkovou a K. Kopeckým), Trutnov
- 2001 Galerie Citadela, Praha
- 2010 Galerie Portheimka, Praha